# فارور کوچک
جزیره فارور کوچک، فارور کوچک، بنی‌فارور یا فرورگان از جزیره‌های غیرمسکونی ایرانی در بخش کیش شهرستان لنگه خلیج فارس است.
این جزیره یکی از نقاط دیدنی استان هرمزگان در جنوب ایران است که جزئی از بخش کیش شهرستان بندر لنگه در استان هرمزگان محسوب می‌شود

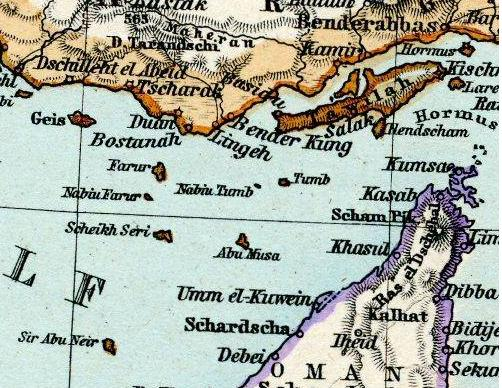
جزیره فرور (فارور) کوچک که در جنوب جزیره فَروَر بزرگ قرار دارد. (نقشه ایران و توران در دوره قاجاریه که توسط آدولف اشتیلر ترسیم شده است.

.

## پیوست به منطقه آزاد کیش
جزیره فرور کوچک به همراه جزایر هندرابی و فرور بزرگ از سال ۱۳۸۹ به محدوده منطقه آزاد کیش و شهرستان بندرلنگه اضافه شدند.

## موقعیت
این جزیره در قسمت شمال غربی جزیره بوموسی واقع شده است و حدود ۳۶ مایل دریایی تا شهرستان بوموسی و ۱۴۹ مایل دریایی تا بندرعباس فاصله دارد.
مساحت این جزیره ۵/۱ کیلومتر مربع و بلندترین نقطه آن ۳۶ متر از سطح دریا ارتفاع دارد. بزرگ‌ترین ابعاد طولی و عرضی جزیره ۴/۱ در ۱/۱ کیلومتر است.